# Deuxième République (Hongrie)
Pour les articles homonymes, voir Deuxième République et République de Hongrie.
1er février 1946 – 20 août 1949
(3 ans, 6 mois et 19 jours)
Entités précédentes :
- Royaume de Hongrie

Entités suivantes :
- République populaire de Hongrie

La République de Hongrie (Deuxième République) est le régime politique de la Hongrie au sortir de la Seconde Guerre mondiale, dans les années qui suivent la fin du Royaume de Hongrie et qui précèdent l'avènement de la République populaire de Hongrie. L'existence de cette république est marquée par la montée en puissance du Parti communiste hongrois, qui élimine progressivement ses adversaires avant de prendre le pouvoir sous les traits du Parti des travailleurs hongrois.

## Historique

### Formation
À la fin de la Seconde Guerre mondiale, la Hongrie est occupée par l'Armée rouge, qui balaie l'éphémère régime fasciste hongrois. Le royaume de Hongrie demeure provisoirement la forme de gouvernement du pays, bien que le régime de Miklós Horthy ait cessé d'exister. Zoltán Tildy, chef du Parti civique des petits propriétaires indépendants et des travailleurs agraires, prend la tête du gouvernement tandis qu'un haut conseil de régence, composé de représentants des diverses tendances politiques - dont le Parti communiste hongrois, dirigé par Mátyás Rákosi et Ernő Gerő - occupe la tête de l'État. Des élections libres ont lieu à l'hiver 1945 mais, contrairement aux espoirs soviétiques, les communistes ne remportent que 17 % des suffrages ; ils intègrent néanmoins le gouvernement de coalition. Le 1er février 1946, le royaume de Hongrie est officiellement aboli, avec la proclamation de la République, dont Zoltán Tildy devient le président. Ferenc Nagy devient Premier ministre; Mátyás Rákosi étant vice-Premier ministre, le maréchal soviétique Kliment Vorochilov ayant fait pression pour le maintien des communistes au sein du gouvernement. Le communiste László Rajk devient ministre de l'intérieur et met sur pied la police secrète Államvédelmi Hatóság (AVH). Contrairement à d'autres pays d'Europe de l'Est, la Hongrie n'est pas soumise immédiatement à la mainmise des communistes, qui ne prennent le pouvoir que progressivement. Les communistes, revenus en Hongrie, ne disposent plus d'un réel appareil politique, mais reconstituent rapidement leurs forces et occupent une place disproportionnée dans la vie politique hongroise, grâce notamment à l'appui soviétique.
Sur le plan diplomatique, en signant le traité de Paris en 1947, la Hongrie perd à nouveau tous les territoires qu'elle avait récupérés entre 1938 et 1941. La Ruthénie subcarpatique est annexée par l'URSS et devient un territoire de la République socialiste soviétique d'Ukraine. Sur le plan économique, une politique de nationalisation des banques, des mines et des grandes industries est mise en œuvre, sans pour autant liquider les petites entreprises. Une nouvelle monnaie, le forint (« florin » en hongrois), est mise en circulation, et un plan de reconstruction de trois ans démarre en août 1947.

### L'hyperinflation de 1945-1946
Rapidement, après la guerre, le pengő (monnaie créée en 1925 pour remplacer le forint victime d'une très forte inflation) subit à son tour une hyperinflation catastrophique (la pire connue dans l'histoire à ce jour ,,). Cette inflation se terminera par la réintroduction du forint le 1er août 1946, au taux de 1 forint pour 4×1029 (soit 400 milliards de milliards de milliards) pengő. Cette opération fut organisée avec succès par les ministres communistes du gouvernement hongrois, ce qui facilita leur accession au pouvoir en 1948-1949.

### Prise du pouvoir par les communistes
Le Parti communiste prend peu à peu le contrôle de la Hongrie en usant d'une stratégie baptisée par Rákosi tactique du salami, consistant à prendre progressivement en main les leviers de commande tout en affaiblissant les adversaires par le biais de l'entrisme, ou de scissions délibérément provoquées. L'Union soviétique met la main sur les propriétés allemandes en Hongrie et met sur pied des sociétés mixtes, prenant progressivement le contrôle d'une partie de l'économie hongroise tout en bénéficiant d'une rentrée d'argent pour financer les activités communistes. Des purges politiques sont progressivement mises en œuvre par l'AVH de Rajk : des responsables politiques du régime monarchique, comme l'ancien chef du gouvernement István Bethlen, sont déportés en URSS, puis exécutés. En 1947, la police forge de toutes pièces un dossier d'accusation qui pousse le premier ministre Ferenc Nagy à démissionner en mai. Béla Kovács, chef du parti des petits propriétaires et ancien ministre, est arrêté en pleine rue, puis emmené en Russie en février 1947. D'autres dirigeants politiques sont également arrêtés ou exilés.
Les scissions provoquées au sein des autres partis et la manipulation du système électoral permettent aux communistes d'affronter des adversaires morcelés aux élections de 1947 et d'améliorer leur score, en obtenant 22 % des suffrages, ce qui fait d'eux le premier parti en nombre de voix bien que la progression ait été relativement modeste. Le 31 juillet 1948, le Président de la République Zoltán Tildy, dont le gendre faisait l'objet d'une accusation d'espionnage montée de toutes pièces, doit démissionner à son tour, et cède la place au communiste Árpád Szakasits. Sociaux-démocrates et agrariens sont contraints de fusionner avec les communistes, pour former avec eux le Parti des travailleurs hongrois.
Au cours de l'année 1948, les écoles ecclésiastiques sont étatisées, les couvents supprimées : le cardinal József Mindszenty est arrêté pour trahison à la fin de l'année et, dans le cadre d'une campagne antireligieuse qui précède son procès, 225 prêtres catholiques et moines sont arrêtés et condamnés. Avant même la mise en place officielle du régime communiste, le Parti au pouvoir connaît des purges : en mai 1949, László Rajk, accusé de titisme, est arrêté sur ordre de Rákosi qui voit en lui un rival ; il est exécuté en fin d'année.
Aux élections de mai 1949, une liste unique est présentée sous l'étiquette du Front populaire indépendant hongrois - coalition entre le parti des travailleurs et les autres partis encore existants, dont l'existence demeure tolérée mais qui sont contraints de s'allier avec les communistes; cette liste obtient 95,6 % des suffrages. Le 18 août 1949, le parlement adopte une nouvelle constitution; la République populaire de Hongrie est proclamée deux jours plus tard.